# مردی که دوستش دارم
مردی که دوستش دارم (فرانسوی: Un homme qui me plaît‎) یا عشق چیز خنده‌داری است یک فیلم سینمایی درام عاشقانه فرانسوی به کارگردانی کلود لولوش است که در سال ۱۹۶۹ منتشر شد.

## بازیگران
- ژان-پل بلموندو در نقش هنری
- آنی ژیراردو در نقش فرانسوا
- کاز گاراس در نقش پل
- پیتر برگمن به عنوان کارگردان
- فارا فاست نقش پاتریشیا
- فاستر هود به عنوان هندی
- بیل کوئین به عنوان مسافر
- تیموتی بلیک در نقش دومینوها
- جری سیپرلی در نقش پیشخدمت در کافه
- ماری پیا کانته در نقش همسر هنری
- آرتورو دومینیچی به عنوان افسر گمرک
- اما شیرین اما به عنوان خودش
- مارسل بوزوفی نقش شوهر فرانسوا